# Thomas Williams (speaker)
Pour les articles homonymes, voir Thomas Williams et Williams.
Thomas Williams, né en 1513 ou 1514 et mort le 1er juillet 1566, est un homme politique et avocat anglais.

## Biographie
Après des études de droit au Inner Temple de Londres, il est appelé au barreau en novembre 1539. Il est employé comme avocat par « les principales villes du sud du Devon ». Bien que de confession protestante, il est élu député de la ville de Bodmin (en Cornouailles) à la Chambre des communes du Parlement d'Angleterre pour le parlement de 1555, durant le règne de la catholique Marie Ire. Il est député de la ville de Saltash au parlement de 1558, le dernier avant la mort de Marie. Le décès de la reine et l'accès au trône de la protestante Élisabeth Ire permet l'ascension de sa carrière. Il enseigne au Inner Temple en 1558 et en 1561. Il siège pour la ville de Tavistock au parlement de 1559, puis pour Exeter à celui de 1563. Pour ce parlement de janvier 1563, ses pairs l'élisent président de la Chambre des communes. La première session se termine le 10 avril de la même année, mais le Parlement n'a pas été officiellement dissous lorsqu'il décède en juillet 1566. Richard Onslow lui succède.